# Peg LaCentra
Margherita Maria Francesca LaCentra (Boston, 10 april 1910 - Los Angeles, 1 juni 1996) was een Amerikaanse zangeres uit het swingtijdperk. Ze zong in de jaren dertig bij het orkest van Artie Shaw en, korte tijd, bij Benny Goodman. Ze nam platen op met Artie Shaw, Jerry Sears, Johnny Green en Victor Young. Bekendere nummers van haar waren onder meer "When Your Lover Has Gone" en "Afraid To Dream". Vanaf het eind van de jaren veertig had ze ook een paar kleine filmrollen In de korte film "Rooftop Frolics" (1937) speelde ze zichzelf. Verder deed ze onder meer radiowerk. Na 1939 zong ze nauwelijks meer.
Peg LaCentra was getrouwd met de acteur Paul Stewart.

## Discografie
- The complete Recordings 1934-1937 (compilatie), Baldwin Street Music, 2002

- Bibliothèque nationale de France: cb14005273p (data)
- Gemeinsame Normdatei: 13470150X
- International Standard Name Identifier: 0000 0000 5519 4341
- Library of Congress Control Number: no2004073903
- MusicBrainz: 1d91764a-d027-4346-ae03-ed22475b8ed3
- Virtual International Authority File: 71589304
- WorldCat: E39PBJth7CH9ybxk6vgBwvB773